# Líně
Líně (en allemand : Liehn, précédemment : Lihn) est une commune du district de Plzeň-Nord, dans la région de Plzeň, en République tchèque. Sa population s'élevait à 2 791 habitants en 2022.

## Géographie
Líně se trouve à 10 km au sud-ouest du centre de Plzeň et à 95 km à l'ouest-sud-ouest de Prague.
La commune est limitée par Tlučná et Vejprnice au nord, par Plzeň à l'est, par Nová Ves au sud et par Zbůch, Úherce et Nýřany à l'ouest.

## Histoire
La première mention écrite de la localité date de 1115.

## Transports
Par la route, Líně se trouve à 6 km de Nýřany, à 12 km de Plzeň et à 108 km de Prague. Le territoire de la commune est traversé par l'autoroute D5, qui relie Prague à la frontière avec l'Allemagne. L'accès le plus proche ( 89 Sulkov) se trouve à 2 km du centre de village.
La commune accueille également l'aéroport de Plzeň-Líně, réservé aux vols intérieurs.

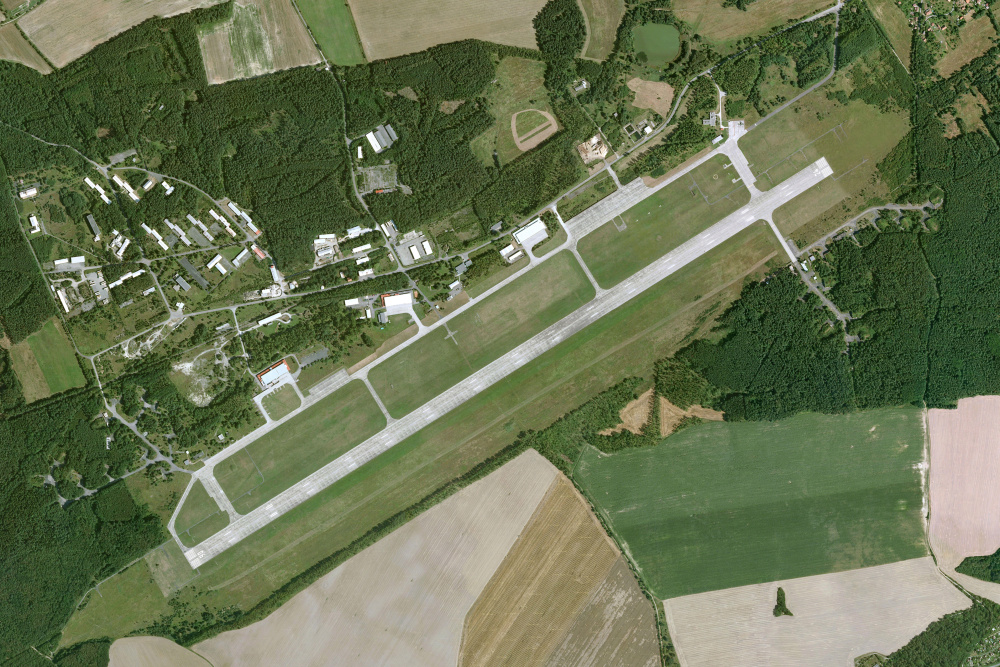
Aéroport de Plzeň-Líně.